# Xian autonome miao de Rongshui
Le xian autonome miao de Rongshui (chinois simplifié : 融水苗族自治县 ; chinois traditionnel : 融水苗族自治縣 ; pinyin : Róngshuǐ miáozú Zìzhìxiàn ; Zhuang : Yungz-Suij Myauz Cuz Sw- Ci- Yen) est un district administratif de la région autonome du Guangxi en Chine. Il est placé sous la juridiction de la ville-préfecture de Liuzhou.

## Démographie
La population du district était de 459 649 habitants en 1999, et la population du district était de 402 054 habitants en 2010, dont 40.81 % de Hmong, groupe ethnique principalement concentré dans cette région.